# Cómplices
Cómplices è il ventunesimo album di Luis Miguel pubblicato nel 2008.

## Tracce
1. Te Desean – 4:26 (testo: Manuel Alejandro – musica: Manuel Alejandro)
2. Dicen – 3:20 (testo: Manuel Alejandro – musica: Manuel Alejandro)
3. Ay, Cariño – 4:18 (testo: Manuel Alejandro – musica: Manuel Alejandro)
4. De Nuevo El Paraiso – 4:26 (testo: Manuel Alejandro – musica: Manuel Alejandro)
5. Si Tú Te Atreves – 3:54 (testo: Manuel Alejandro – musica: Manuel Alejandro)
6. Amor A Mares – 4:41 (testo: Manuel Alejandro – musica: Manuel Alejandro)
7. Estrenando Amor – 3:50 (testo: Manuel Alejandro, Pepe Dougan, Victor Feijóo – musica: Manuel Alejandro, Pepe Dougan, Victor Feijóo)
8. Bravo Amor Bravo – 5:36 (testo: Manuel Alejandro – musica: Manuel Alejandro)
9. Tu Imaginación – 3:55 (testo: Manuel Alejandro, Pepe Dougan, Victor Feijóo – musica: Manuel Alejandro, Pepe Dougan, Victor Feijóo)
10. Cómplices – 4:30 (testo: Manuel Alejandro – musica: Manuel Alejandro)
11. Amor De Hecho – 4:23 (testo: Manuel Alejandro – musica: Manuel Alejandro)
12. Se Amaban – 4:12 (testo: Manuel Alejandro – musica: Manuel Alejandro)

Edizione speciale
1. Disfraces – 3:23 (testo: Manuel Alejandro – musica: Manuel Alejandro)
2. Tu Imaginación (Remix) – 4:39 (testo: Manuel Alejandro, Pepe Dougan, Victor Feijóo – musica: Manuel Alejandro, Pepe Dougan, Victor Feijóo)